# Opglabbeek
Opglabbeek (Limburgisch: Glabbek) ist eine ehemalige belgische Gemeinde im Arrondissement Hasselt in der Provinz Limburg. Seit dem 1. Januar 2019 gehört sie zusammen mit der Gemeinde Meeuwen-Gruitrode der neuen Gemeinde Oudsbergen im Arrondissement Maaseik an.
Opglabbeek liegt etwa 25 Kilometer von der Provinzhauptstadt Hasselt entfernt im Zentrum der Provinz Limburg. Sie grenzte an die Stadt Genk sowie die Gemeinden As, Maaseik, Meeuwen-Gruitrode und Houthalen-Helchteren.
Der Ort wird von zwei sich kreuzenden Hauptverkehrsstraßen durchzogen.
Die nächsten Autobahnabfahrten befinden sich bei Genk an der A2/E 314.
In Genk, Heusden-Zolder und Hasselt gibt es Regionalbahnhöfe.
Maastricht Aachen Airport sowie die Flughäfen bei Eindhoven und Lüttich sind die nächsten Regionalflughäfen und der Flughafen Brüssel National bei der Hauptstadt Brüssel ist ein Flughafen von internationaler Bedeutung.
In Opglabbeek befindet sich eine Auffangstation für verletzte Wildtiere.

## Persönlichkeiten
- Luc Roosen (* 1964 in Opglabbeek), Radsportler